# Bavaria City Racing 2009
Bavaria City Racing is een Formule 1-demonstratie en parade van internationale raceauto's en coureurs uit de hoogste raceklassen, dat in Rotterdam wordt georganiseerd.
In 2009 vond dit evenement plaats op 16 augustus in Rotterdam. Het evenement trok circa een half miljoen bezoekers. Ook dit jaar draaide het evenement om de Formule 1 (met publiekstrekkers David Coulthard en Fernando Alonso) en waren er ook weer demonstraties van andere raceklassen (met bijvoorbeeld rallycoureur Jari-Matti Latvala). Het parcours (4,6 km) was weer hetzelfde als vorig jaar, met de start op de Willemsbrug, via Blaak en Coolsingel naar het Hofplein en weer terug.